# Sacrificium
Sacrificium est un groupe de death metal chrétien allemand, originaire de Waiblingen, Bade-Wurtemberg. Formé en 1993, le groupe fait son entrée sur la scène metal avec son premier album, Cold Black Piece of Flesh, publié en 2002. Son deuxième album, Escaping the Stupor, est publié en 2005 au label Black Lotus Records. Le style musical du groupe mêle passages mélodiques et death metal old school, et les textes traitent d'expériences personnelles et de foi en Dieu. Claudio Enzler, le chanteur actuel, fait également partie des groupes Thy Bleeding Skies et Rift.

## Biographie
Sacrificium prend ses racines sous la forme d'un groupe nommé Hardway, formé par Sebastian Wagner et Oliver Tesch. Musicalement orienté pop rock, le petit groupe évolue en 1991 au contact du batteur Markus Hauth, qui lui donne une teinte plus hard rock. En 1992, Hardway joue au réputé Steiger 14 Club d'Amsterdam. En 1993, le groupe devient Corpus Christi, et le style tourne en thrash metal. Le groupe évolue encore, et finit par jouer du death metal. En 1994, après avoir enregistré une démo, le nom change encore et devient Sacrificium. Après un changement de formation en 1996, Sacrificium enregistre une seconde démo, et une troisième intitulée Mortal Fear en 1998. La critique les reçoit bien. 
En 2000, le chanteur Roman Wagner quitte le groupe. Ensuite de cela, le groupe commence à faire des concerts avec tes groupes comme Extol, Mortification ou My Darkest Hate. À cette période, le deuxième guitariste Claudio Enzler prend le relais au chant, et la guitare revient à Ulrike Uhlmann. En 2002, le groupe signe chez Whirlwind Records et sort son premier album complet, Cold Black Piece of Flesh,. L'album reçoit des retours positifs. La sortie de l'album est suivie par une tournée.
En novembre 2005, Sacrificium enregistre son deuxième album Escaping the Stupor, qui paraît sous le label grec Black Lotus Records. L'album comporte des collaborations avec des artistes tels que Karl Walfridsson du groupe de death metal suédois Pantokrator, ou Simon « Pilgrim » Rosén du groupe de unblack Crimson Moonlight,.
Depuis la sortie de son second album, le groupe partage son temps entre les concerts et festivals, comme les Elements of Rock en Suisse (2010) ou le Blast of Eternity en Allemagne (2012), et l'écriture de nouveau matériel. Oliver Tesch est le dernier membre fondateur encore actif,. À la fin de 2013, le groupe publie son nouvel album, Prey for Your Gods, qui est bien accueilli par la presse spécialisée,. Le guitariste Matthias Brandt quitte le groupe le 30 octobre 2015, et est remplacé par Daniel Maucher.

## Membres

### Membres actuels
- Mario Henning - batterie, guitare acoustique
- Claudio A. Enzler - chant
- Thorsten Brandt - basse (depuis 2008)
- Wolfgang Nillies - guitare (depuis 2012)
- Daniel Maucher - guitare (depuis 2015)

### Anciens membres
- Manuel Iwansky - basse (1993-1997)
- Markus Hauth - batterie (1993-?)
- Ulrike Uhlmann - guitare (1993-2010)
- Oliver Tesch - guitare (1993-2012)
- Roman Wagner - chant (1993-?)
- Samuel Herbrich - basse (1997-2008)
- Matthias Brandt - guitare (2010-2015)